# Óscar Alcides Mena Fernández
Óscar Mena (Luján (Buenos Aires), 30 de novembre de 1970) és un exfutbolista argentí, que jugava com a migcampista.

## Trajectòria
Després de passar per diversos clubs inferiors del seu país natal, Mena va fitxar el 1994 pel Platense, on va quallar dues bones temporades, amb la qual cosa, la temporada 96/97 es va incorporar al Lanús.
El RCD Mallorca es va fixar en ell i el va incorporar la temporada 97/98. El seu primer any va ser peça clau de la històrica temporada mallorquinista, que va arribar al 5é lloc de la lliga. L'estiu de 1998 fitxa per l'Atlètic de Madrid, on apareix de forma regular, però sense aconseguir la titularitat.
Des del 2001 ha passat per diversos clubs de la Primera, i sobretot, de la Segona Divisió espanyola. La 03/04 va tornar al seu país per militar al Olimpo, de la segona divisió argentina.
Ja retirat del futbol de gespa, forma part de l'Atlètic de Madrid en la lliga indoor.